# Walter Hömberg
Walter Hömberg (* 11. August 1944 in Meschede) ist ein deutscher Kommunikationswissenschaftler. Von 1988 bis zu seiner Emeritierung 2010 leitete er den Lehrstuhl Journalistik I an der Katholischen Universität Eichstätt-Ingolstadt. Seit 1999 lehrte er auch zwei Jahrzehnte lang als Gastprofessor an der Universität Wien. 

## Leben

### Akademischer Werdegang
Walter Hömberg studierte nach dem Abitur in Kiel, Berlin, Tübingen und in Salzburg geistes- und sozialwissenschaftliche Fächer. Sein Staatsexamen machte er 1970 an der Universität Tübingen in Germanistik und Politikwissenschaft. Er promovierte 1973 in Salzburg in den Fächern Publizistik und Kommunikationstheorie.
Danach war er Mitglied der Studiengruppe „Wissenschaft und Journalismus“ am Zentrum für interdisziplinäre Forschung der Universität Bielefeld. Außerdem übte er Lehr- und Forschungstätigkeiten an den Universitäten Salzburg, München, Zürich und auch an der Hochschule für Philosophie in München aus.
Seine erste Professur für Kommunikationswissenschaft nahm Hömberg 1986 an der Universität Bamberg an. Zwei Jahre später wechselte er an die Katholische Universität Eichstätt und war seitdem Inhaber des Lehrstuhls für Journalistik I. 1997 wurde er zum Dekan der Sprach- und Literaturwissenschaftlichen Fakultät gewählt und bekleidete diese Funktion bis 1999. Seine Hauptarbeitsgebiete sind Journalismusforschung, Kommunikationstheorie, Kultur- und Wissenschaftskommunikation, Medien- und Kommunikationsgeschichte sowie Marginalistik.
1992 bis 1995 war Hömberg Vorsitzender der Deutschen Gesellschaft für Publizistik- und Kommunikationswissenschaft. Als Gastprofessor lehrte er an der Universität Fribourg und zwei Jahrzehnte lang auch an der Universität Wien. In grundlegenden empirischen Studien hat er sich mit der Situation des Wissenschaftsjournalismus und mit dem Beruf des Lektors im Buchverlag befasst.

### Journalistische Tätigkeiten
Schon während des Studiums arbeitete Walter Hömberg als freier Mitarbeiter bei Presse und Rundfunk.
Von 1990 bis 1996 war er Redakteur des Informationsdienstes „Aviso“. 1996 wurde er Sprecher des „Münchner Arbeitskreises öffentlicher Rundfunk“ (MAR) – eine Funktion, die er 16 Jahre lang wahrnahm. Von 2003 bis 2010 war er Mitherausgeber der Zeitschrift „Communicatio Socialis“, die er zeitweise auch als Chefredakteur betreute.
Walter Hömberg war Jurymitglied mehrerer Journalistenpreise. Er hat diverse Buchreihen und den Almanach „Marginalistik“ herausgegeben und ist Mitarbeiter mehrerer Zeitungen und Zeitschriften.

## Veröffentlichungen (Auswahl)
- Zeitgeist und Ideenschmuggel. Die Kommunikationsstrategie des Jungen Deutschland. Stuttgart 1975, ISBN 3-476-00302-7.
- Das verspätete Ressort. Die Situation des Wissenschaftsjournalismus. Konstanz 1989, ISBN 3-89669-082-5.
- Zeit, Zeitung, Zeitbewußtsein. Massenmedien und Temporalstrukturen. In: Publizistik. 35. Jg. 1990, H. 1, S. 5–17. ISSN 0033-4006.
- Jahrbuch für Marginalistik I. Münster 2000, ISBN 3-8258-2385-7 (Herausgeber gemeinsam mit Eckart Klaus Roloff).
- Rundfunk-Kultur und Kultur-Rundfunk. Münster 2000, ISBN 3-8258-4839-6 (Herausgeber).
- Journalistenausbildung für eine veränderte Medienwelt. Diagnosen, Institutionen, Projekte. Wiesbaden 2002, ISBN 3-531-13637-2 (Herausgeber gemeinsam mit Klaus-Dieter Altmeppen).
- Deutschland – einig Medienland? Erfahrungen und Analysen. Münster 2002, ISBN 3-8258-4889-2. (Herausgeber).
- Studienführer Journalismus, Medien, Kommunikation. 3. Aufl., Konstanz 2005, ISBN 3-8252-2711-1 (Herausgeber gemeinsam mit Renate Hackel-de Latour).
- Wissen ist Macht!? Medien – Kommunikation – Wissen. In: Johannes Raabe et al.: Medien und Kommunikation in der Wissensgesellschaft. Konstanz 2008, ISBN 978-3-86764-063-3, S. 25–45.
- Lektor im Buchverlag. Repräsentative Studie über einen unbekannten Kommunikationsberuf. 2. Aufl. Konstanz 2011, ISBN 978-3-86764-338-2 (unter Mitarbeit von Susanne Pypke und Christian Klenk).
- Jahrbuch für Marginalistik II. Münster 2011, ISBN 978-3-8258-6052-3 (Herausgeber gemeinsam mit Eckart Roloff).
- Kommunikation und Verständigung. Theorie – Empirie – Praxis. Festschrift für Roland Burkart. 2. Aufl. Wiesbaden 2012, ISBN 978-3-531-18600-9 (Herausgeber gemeinsam mit Daniela Hahn und Timon B. Schaffer).
- Geschichtsjournalismus. Zwischen Information und Inszenierung. 2. Aufl., Berlin 2012, ISBN 978-3-643-10420-5 (Herausgeber gemeinsam mit Klaus Arnold und Susanne Kinnebrock).
- Dieter Paul Baumert: Die Entstehung des deutschen Journalismus. Eine sozialgeschichtliche Studie. Herausgegeben und eingeleitet von Walter Hömberg. Nomos, Baden-Baden 2013, ISBN 978-3-8487-0154-4.
- Walter Hömberg: Ein Freund fröhlicher Wissenschaft. In: Michael Meyen, Thomas Wiedemann (Hrsg.): Biografisches Lexikon der Kommunikationswissenschaft. Herbert von Halem Verlag, Köln 2014; .
- Kommunikationstheorien. Ein Textbuch zur Einführung. 8. Aufl. Wien 2015, ISBN 978-3-7003-1943-6 (Herausgeber gemeinsam mit Roland Burkart).
- Zwischen Politik, Poesie und Publizistik. Karl Gutzkow als Zeitschriftsteller. In: Arnulf Kutsch et al. (Hrsg.): Kommunikation über Grenzen. Studien deutschsprachiger Kommunikationswissenschaftler zu Ehren von Prof. Dr. Joan Hemels. Berlin 2014, ISBN 978-3-643-12563-7, S. 161–187.
- Katholische Publizistik im 20. Jahrhundert. Positionen, Probleme, Profile. Freiburg i. Br./Wien 2014, ISBN 978-3-7930-9766-2 (Herausgeber gemeinsam mit Thomas Pittrof).
- Jahrbuch für Marginalistik III. Berlin 2014, ISBN 978-3-643-99840-8 (Herausgeber gemeinsam mit Eckart Roloff).
- „Letzte Worte.“ In: Universitas. 70. Jg. 2015, Nr. 830, S. 28–39. ISSN 0041-9079.
- Jahrbuch für Marginalistik IV. LIT-Verlag, Berlin 2016, ISBN 978-3-643-99793-7. (Herausgeber gemeinsam mit Eckart Roloff).
- (Hrsg.): Marginalistik, Almanach für Freunde fröhlicher Wissenschaft. Allitera-Verlag, München 2019, ISBN 978-3-96233-179-5.
- Aasgeier, Presseflegel, Zeilenschinder. Journalistenschelte und Kollegenbeschimpfung vor Donald Trump. In: Universitas. 73. Jg. 2018, Nr. 869, S. 92–95. ISSN 0041-9079.
- (Herausgeber, mit Michael Haller): „Ich lass mir den Mund nicht verbieten!“ Journalisten als Wegbereiter der Pressefreiheit und Demokratie. Reclam-Verlag, Ditzingen 2020, ISBN 978-3-15-011277-9.
- „Fake News“, Medienfälschungen, Grubenhunde. Fälschungsfallen im Journalismus und in den Medien. In: Ralf Hohlfeld et al. (Hrsg.): Fake News und Desinformation. Herausforderungen für die vernetzte Gesellschaft und die empirische Forschung. Nomos, Baden-Baden 2020, S. 83–96, ISBN 978-3-8487-6013-8.
- (Hrsg.): Marginalistik. Almanach für Freunde fröhlicher Wissenschaft, Band II. Allitera-Verlag, München 2023, ISBN 978-3-96233-374-4.
- Wie kommen neue Medien in die Welt? Entwicklungsstufen und Strukturelemente des Medienwandels. In: Universitas. 78. Jg. 2023, Nr. 919, S. 27–33. ISSN 0041-9079.